# Boiga hoeseli
Boiga hoeseli es una especie de serpientes de la familia Colubridae.

## Distribución geográfica
Es endémica de las islas menores de la Sonda (Indonesia); se encuentran desde Lombok hasta Alor y en Sumba.